# 瓦克斯霍 (密西西比州)
瓦克斯霍（英語：Waxhaw）是位於美國密西西比州玻利瓦縣的非建制地區。

## 歷史
瓦克斯霍的郵局於1927年設立，其後於1955年停運。

## 地理
瓦克斯霍所處的海拔為高於海平面45米（即148英呎），而該地所採用的時區為UTC-6，即北美中部時區（CST）。同時該地設有夏令時間，為UTC-6調快一小時，即UTC-5（CDT）。